# Smedenstraat (Brugge)

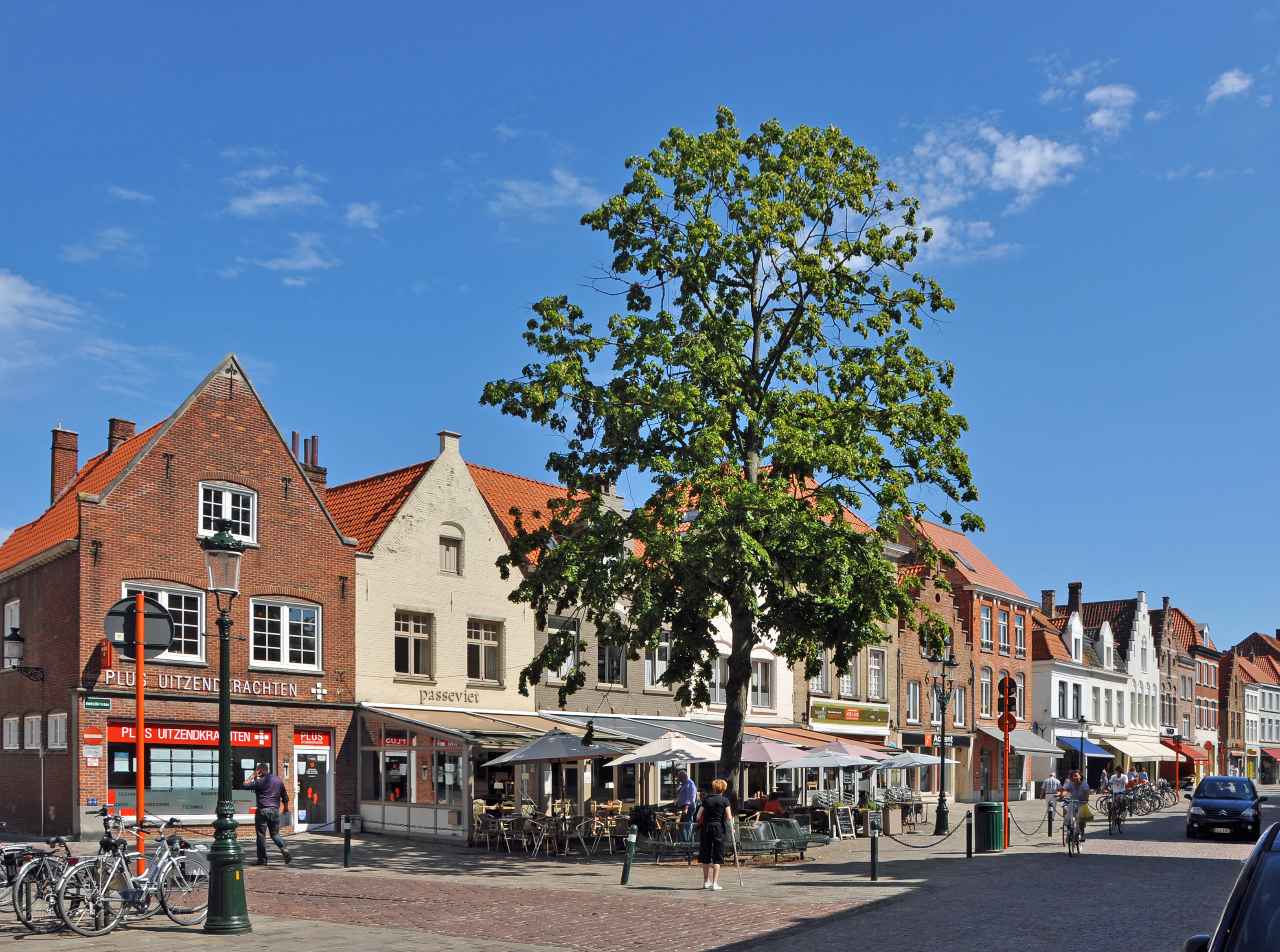
De Smedenstraat in 2012

De Smedenstraat is een straat in het West-Bruggekwartier van Brugge.

## Beschrijving
De bestrating aldaar wordt reeds in vroege stadsrekeningen vermeld:
- 1288: pro calceia in vico fabrorum extra Arenam, evenals de naam:
- 1302: Smedestrate;
- 1307: Smeetstraete.

De straatnaam verwijst naar de smeden die er reeds in de 14e eeuw een kapel hadden. De Smedenkapel, ook wel Sint-Elooiskapel, met bijhorende godshuizen werd halfweg de 14e eeuw gebouwd, mogelijk ter vervanging van de kapel van een voormalig passantenhuis. In 1783 werden de huizen verkocht; tijdens de Franse bezetting kwam de kapel in 1798 in het bezit van een particulier die ze gebruikte als opslagplaats en atelier. In 1879 werd tegen de koorgevel een pomp geplaatst die nadien op het binnenplein van het Groeningemuseum werd geplaatst. In 1962-1963 werd de historische kapel gesloopt en vervangen door een nieuwbouw met een controversiële integratie van de vroegere poortomlijsting, verwijzend naar het historische complex.
De Smedenstraat is hoofdzakelijk een winkelstraat. De dominerende handelsfunctie werd ingezet in de 19e eeuw en leidde tot opeenvolgende verbouwingen van de begane grond tot winkelpui. Hetzelfde voor de horecafunctie, die ontstond door de aanwezigheid van het station op het nabijgelegen 't Zand. De horecazaken waren aanvankelijk gesitueerd in het begin van de straat, dicht bij 't Zand, maar verschoven later naar de strook tussen Greinschuur- en Kreupelenstraat.
Oorspronkelijk was er ook een straat met de naam Kleine Smedenstraat, maar deze heet nu Zevensterrestraat.
De Smedenstraat loopt van 't Zand tot aan de Smedenpoort.